# (133552) Itting-Enke
(133552) Itting-Enke ist ein Asteroid des Hauptgürtels, der am 16. Oktober 2003 am Turtle Star Observatory (Sternwarten-Code 678) in Mülheim an der Ruhr entdeckt wurde.
Der Asteroid wurde 2006 zu Ehren der deutschen Amateurastronomin Sonja Itting-Enke (* 1930) benannt, die das Cuno Hoffmeister Memorial Observatory in der  Nähe von Windhoek in Namibia gründete und sich dort der Vermittlung von astronomischem Wissen an die Bevölkerung widmet.